# Damsel (2024)
Damsel ist ein US-amerikanischer Spielfilm aus dem Jahr 2024 mit Millie Bobby Brown, Ray Winstone, Nick Robinson, Angela Bassett und Robin Wright, der unter der Regie von Juan Carlos Fresnadillo nach einem Drehbuch von Dan Mazeau entstand. Auf Netflix wurde das Fantasy-Abenteuer am 8. März 2024 veröffentlicht.

## Handlung
Elodie und ihre jüngere Schwester Floria sind die Töchter von Lord Bayford. Der verarmte Landadelige steht zusammen mit seinen Bauern und Schutzbefohlenen vor dem Ruin, da die kargen Böden nichts mehr hergeben und selbst das Brennholz knapp wird. Erlösung naht in Person einer Abgesandten aus einem fernen Königreich, in dem man eine adlige Braut für den Prinzen sucht und Elodie findet Gnade vor ihren Augen.
Obwohl sie noch nie von dem Königreich Aurea gehört hat und sich auch lieber einen Ehemann nach ihren eigenen Vorstellungen gesucht hätte, stimmt Elodie dem Antrag zu, um ihre Familie und die von ihnen abhängigen Menschen vor der im nahenden Winter drohenden Hungersnot zu bewahren. Als die Familie nach einer langen Seereise in Aurea ankommt, sind sie vom hier herrschenden Wohlstand überwältigt, registrieren aber auch leichte Misstöne im Verhältnis zu ihren neuen Verwandten.
Was sie nicht ahnen: Vor der Besiedlung durch Menschen herrschte ein mächtiger feuerspeiender Drache über Aurea. Das immer noch in einer tiefen Felsenhöhle lebende Ungeheuer muss in jeder Generation durch Opferung dreier weiblicher Mitglieder der Königsfamilie besänftigt werden.
Unmittelbar nach der Eheschließung, durch die Elodie offiziell zur Prinzessin erhoben wird, wird sie in die Drachenhöhle geworfen und kämpft dort um ihr Überleben. Ihr Vater, der kurz vor der Hochzeit wohl von dem Elodie drohenden Unheil in Kenntnis gesetzt worden ist, jedoch das Geld benötigte, bereut seine Entscheidung und stirbt bei dem Versuch, sie zu retten. 
Aus der Drachenhöhle entkommen, trifft Elodie auf ihre Stiefmutter, die ihr von Florias Entführung berichtet, die als Ersatz dienen soll. Elodie kehrt entschlossen in die Höhle zurück, um ihre Schwester zu retten. Es stellt sich heraus, dass das Königshaus von Aurea vor Jahrhunderten die drei Töchter der Drachenmutter unprovoziert getötet hat und sie im Gegenzug aus Rache die Leben ihrer Töchter fordert. Das Königshaus opferte jedoch nicht seine eigenen Töchter, sondern täuschte den Drachen durch den Geruch des königlichen Blutes, den sie unwissenden Prinzessinnen durch einen Blutschwur anhafteten. Elodie und der Drache schließen sich daraufhin zusammen und das Königshaus von Aurea wird zerstört. Sie, ihre Familie und der Drache kehren gemeinsam zurück nach Hause.

## Besetzung und Synchronisation
Die deutschsprachige Synchronisation übernahm die Interopa Film. Dialogregie führte Christian Schneider, der auch das Dialogbuch schrieb.
| Rolle                   | Darsteller         | Synchronsprecher       |
| ----------------------- | ------------------ | ---------------------- |
| Prinzessin Elodie Baker | Millie Bobby Brown | Carlotta Josefine Pahl |
| Floria                  | Brooke Carter      | Laetitia Herzog        |
| König Roderick          | Milo Twomey        | Hanns Jörg Krumpholz   |
| Königin Isabelle        | Robin Wright       | Irina von Bentheim     |
| Lady Bayford            | Angela Bassett     | Anke Reitzenstein      |
| Lord Bayford            | Ray Winstone       | Douglas Welbat         |
| Prinz Henry             | Nick Robinson      | Sebastian Fitzner      |
| Stimme des Drachens     | Shohreh Aghdashloo | Judith Steinhäuser     |

## Produktion und Hintergrund
Der Film wurde von PCMA Productions und Roth/Kirschenbaum Films produziert, als Produzenten fungierten Chris Castaldi, Jeff Kirschenbaum und Joe Roth. Die Dreharbeiten fanden vom 7. März bis zum 17. Juni 2022 in Portugal und im Vereinigten Königreich statt. Executive Producerin war unter anderem Hauptdarstellerin Millie Bobby Brown.
Die Kamera führte Larry Fong, die Musik schrieb David Fleming, die Montage verantwortete John Gilbert und das Casting Fiona Weir und Maria José Monteiro. Das Production-Design gestaltete Patrick Tatopoulos und das Kostümdesign Amanda Monk.
Die Veröffentlichung auf Netflix war ursprünglich für Oktober 2023 vorgesehen und wurde aufgrund des Streiks der Schauspieler und Drehbuchautoren auf März 2024 verschoben. Basierend auf dem Drehbuch zum Film schrieb Evelyn Sky den Roman Damsel – Der Pfad des Feuers, der Ende 2023 erschien. Während Evelyn Skye Zugang zu verschiedenen Drehbuchentwürfen erhielt, konnten die Filmemacher ihre Manuskripte einsehen.
Der Titel „Damsel“ ist das englische Wort für „Maid“ oder „Jungfrau“, wobei „Damsel in distress“ die sprichwörtliche Jungfrau in Nöten ist. Dies wird in der deutschen Synchronisation allerdings nirgends erwähnt bzw. erklärt.
In einem Interview mit The Direct gab Brooke Carter bekannt, dass für den Film ein alternatives Ende gedreht wurde.

## Rezeption

### Kritiken
Maike Karr vergab auf film.at 2,5 von 5 Sternen. Damsel sei ein meist unterhaltsamer und durchweg solider Film, der dank Millie Bobby Browns größtenteils starker emotionaler und körperlicher Performance bei Weitem bei der Stange halte. Man verpasse aber auch nichts, wenn man sich den Film nicht anschaut.
Ähnlich urteilte Hannah Madlener auf glamour.de: Millie Bobby Brown sei eine herausragende Action-Heldin in einem mittelmäßigen Film, der zum Ende hin zwar einige Schwächen habe, den man sich aber trotzdem anschauen sollte.
Paula König bezeichnete die Produktion auf heldenderfreizeit.com als einen etwas vorhersehbarer Fantasy-Film, dem man seine eineinhalb Stunden widmen kann, aber auf keinen Fall muss. Wer einen etwas actionreicheren Prinzessinenfilm sehen will, ist hier auf jeden Fall gut aufgehoben. Besonders lobte sie das Kostüm- und Styling-Department.
Dani Maurer dagegen bewertete den Film auf outnow.ch mit 4,5 von 6 Sternen, der Film gefalle praktisch über die gesamte Laufzeit, biete eine spannende Geschichte mit guter Hauptdarstellerin, Spannung und wunderbare Unterhaltung mit starker Frauenrolle.
Matthias Halbig (rnd.de) befand, dass Damsel nicht gerade der Fantasyklassiker sei, über den noch die Kindeskinder schwärmen werden, aber doch ein recht sehenswertes Spiel mit den Genderklischees im Märchen.
Oliver Armknecht vergab auf film-rezensionen.de fünf von zehn Punkten. Die Produktion scheine zunächst ein Historiendrama zu sein, bevor sich diese in einen Survivalthriller verwandle. Der sei insgesamt schon ordentlich aber auch dünn und gewaltsam auf Spielfilmlänge ausgebreitet. Selbst bei der Optik sei das nicht erste Wahl, teilweise sehe das etwas billig aus.

### Abrufe
In den Streaming-Charts von JustWatch für die Woche vom 4. bis zum 10. März 2024 wurde der Film auf Platz eins der Film-Charts gelistet. In der Startwoche hatte der Film auf Netflix 35,5 Millionen Views, in der Folgewoche erreichte er 50,8 Millionen Views.
Im März 2024 erreichte der Film laut digital i in Deutschland 3,102 Millionen Haushalte und lag damit auf Platz 1. Mit 251,5 Millionen geschaute Stunden und 137,2 Millionen Abrufen gelangte der Film im Mai 2024 auf Platz 8 der erfolgreichsten englischsprachigen Filme von Netflix.
Im ersten Halbjahr 2024 lag der Film mit insgesamt 143,8 Millionen Views auf Platz eins der meistgeschauten Netflix-Filme. Mit 99,1 Millionen Views im Jahr 2024 lag der Film auf Platz zwei in der Netflix-Jahresauswertung.